# Newcastle (Sudafrica)
Newcastle è un centro abitato del Sudafrica, situato nella provincia di KwaZulu-Natal.